# Jože Rugelj
Jože Rugelj, slovenski računalnikar in pedagog, * 1962.
Leta 1985 je diplomiral iz računalništva na Fakulteti za elektrotehniko, leta 1993 pa doktoriral iz računalništva na Fakulteti za elektrotehniko in računalništvo Univerze v Ljubljani. Leta 1985 se je zaposlil na Institutu Jožef Stefan, ker je kot raziskovalec delal do leta 1997. Vmes je v letih 1989 in 1990 kot doktorski študent raziskoval v Joint Research Centre of CEC v Ispri (VA) v Italiji. Od leta 1997 je zaposlen na Pedagoški fakulteti Univerze v Ljubljani kjer je redni profesor za računalništvo v izobraževanju in predstojnik Katedre za računalništvo in didaktiko računalništva.

## Pedagoško delo
Jože Rugelj na Pedagoški fakulteti UL predava na vseh treh stopnjah študija predmete, ki so povezani z didaktiko računalništva, računalniško podprtim sodelovalnim učenjem, uporabo digitalnih tehnologij v izobraževanju in aktivnih oblik učenja z uporabo iger. Imel je številna vabljena predavanja na mnogih evropskih univerzah o sodelovalnem učenju, uporabi IKT v izobraževanju in o uporabi metode učenja s snovanjem iger, ki jo je razvil s svojimi sodelavci. Bil je bil mentor oz. somentor pri  5 doktoratih, 23 magisterijih in 84 diplomah.

## Raziskovalno delo
Njegovo raziskovalno delo se je začelo na področju računalniško podprtega skupinskega dela in sodelovanja na daljavo, kjer  se je najprej ukvarjal z vzpostavitvijo komunikacijskih povezav za sodelovanje, potem pa z drugimi vidiki, ki so pomembni za učinkovito skupinsko delo in sodelovanje. Ker je sodelovanje na daljavo z uporabo IKT vedno bolj pomembno tudi pri vseh oblikah učenja, se je posvetil tudi temu področju. Pri tem je ugotovil, da je za učinkovito učenje potrebno uporabiti didaktične pristope, ki učencem omogočajo aktivne oblike učenja in da učitelj pri tem upošteva individualne posebnosti učencev. Eno od takih področij je tudi učenje z uporabo izobraževalnih iger, kjer je razvil izviren pristop k uporabi metode snovanja in izdelave iger v izobraževanju učiteljev. Na tem področju je s partnerji z več evropskih univerz vzpostavil omrežje, ki izdaja znanstveno revijo s področja učenja z uporabo iger in nastopa kot konzorcij pri prijavah na projekte s tega področja in pri širjenju znanja preko različnih oblik podiplomskega izobraževanja. Velik poudarek pri raziskovanju daje tudi področju didaktike računalništva, kjer uvaja nove aktivne oblike učenja in podarja pomen konceptualnega znanja.

## Nagrade in priznanja
- 2021: Valvasorjevo častno priznanje za interdisciplinarni projekt Kam je izginil postiljonov poštni rog? (Muzej pošte in telekomunikacij v Polhovem Gradcu) s sodelavci z Naravoslovnotehniške fakultete v Ljubljani[1]

## Pomembnejši projekti
- Learning in Humans and Machines, WG Collaborative learning (post-doc), 1994 - 1998, European Science Foundation
- COST 14 - Cooperative Technologies sodelovanje v delovnih skupinah "Multimedia systems" and "Supporting technologies (1989-1993), “PAMWAC” (1993-1996)(nacionalni koordinator), 1989 - 1996, EU, COST
- Uporaba storitev računalniških omrežij v izobraževanju, 1995 - 1996, MŠZŠ
- APPOLO - TransEuropean Pilot for Paramedical-Technical Training in Medical Informatics via an Open Distance Learning System , 1996 - 1998, EU, ET-Leonardo da Vinci , GR/96/1/00022/PI/I.1.1.a/FPI
- Nadgradnja telematskih storitev z orodji za tvorjenje novih znanj, 1997 - 1998, ARRS, L2―9085
- Virtualna učilnica za računalniško podprto učenje na daljavo, 1998 - 2000, ARRS, L2―0603
- QWATRA - Training for travellers, 2000 - 2002, EU, Leonardo da Vinci, BE/00/
- EUDORA - European Doctorate in Teaching and Teacher Education, 2002 - 2005, Socrates / Erasmus Advanced Curriculum Development project
- GISAS - Geographical Information Systems Applications for Schools, 2003 – 2005, EU, Minerva FI-110803-CP-1-2003-1
- Job Oriented e-Learning in Biotechnology and Environment Protection, 2003 – 2005, EU, Leonardo da Vinci, BG/02/B/F/PP-132106
- Vključevanje informacijske tehnologije v modele poučevanja in učenja, 2004 - 2007, ARRS, L5-6135
- Spletni sistemi za učenje in testiranje in sistemi za upravljanje z učenjem , 2008 - 2009, Republika Makedonija, MVŠZ Rep. Slovenija
- ESPANT - European Study Programme for Advanced Networking Technologies , 2008 - 2010, EU, Erasmus, 142015-LLP-1-2008-1-BE-ECDEM
- SELEAG – Serious Learning Games, 2009 - 2011, EU, Comenius 503900-LLP-1-2009-1-PT-COMENIUS-CMP
- PSST! - Personal & Shared Strategies for Teachers in Web 2.0, 2013, EU, Erasmus Intensive Program  2013-1-AT1-ERA10-09824
- SEGAN – Serious Learning Games, 2011-2013, EU, LLP  519332-LLP-1-2011-1-PT-KA3-KA3NW
- ALICT ‐ Active Learning with Information and Communication Technology , 2014, Norveški finančni mehanizem IP NFM-NFM-18/14
- Creative Classroom  , 2014 - 2016, EU, Erasmus+ 2014-1-EE01-KA201-000525
- GLAT - Games for Learning Algoritmic Thinking, 2017 - 2019, EU, Erasmus+ 2017-1-HR01-KA201-035362
- IKT v pedagoških študijskih programih UL (NIO9) (član ožjega projektnega sveta), 2017 - 2018, European Social Fund in Republika Slovenija
- GameIT: Gamestorming for Innovative Teaching, 2017 - 2020, EU, Erasmus+ 2017-1-PL01- KA203-038535
- Codng4Girls, 2018 - 2020, EU, Erasmus+ 2018-1-SI01-KA201-047013

### Izbrana bibliografija
- HANSEN, Tia, DIRCKINCK-HOLMFELD, Lone, LEWIS, Robert, RUGELJ, Jože. Using telematics to support collaborative knowledge construction. V: DILLENBOURG, Pierre (ur.). Collaborative learning : cognitive and computational approaches. Amsterdam [etc.]: Pergamon, 1999. Str. 169-196. Advances in learning and instruction series. ISBN 0-08-043073-2.
- FREY-PUČKO, Marjeta, KAPUS-KOLAR, Monika, RUGELJ, Jože. Developing multi-user interfaces for CSCW environment. Microprocessing and microprogramming. 1993, let. 37, str. 123-126. ISSN 0165-6074.
- FÅHRÆUS, Eva R., CHAMBERLAIN, Barbara, BRIDGEMAN, Noel, FULLER, Ursula, RUGELJ, Jože. Teaching with electronic collaborative lerning groups : report of the ITiCSE'99 Working Group on Creative Teaching of Electronic Collaborative Learning Group. SIGCSE bulletin. 1999, vol. 31, str. 121-128. ISSN 0097-8418.
- Jože. Collaborative virtual environmental for problem based learning. V: ORANGE, Graham (ur.), HOBBS, dave (ur.). International perspectives on tele-education and virtual learning environments. Aldershot [etc.]: Ashgate, 2000. Str. 140-155. ISBN 0-7546-1202-3.
- LAPUH BELE, Julija, RUGELJ, Jože. Comparing efficiency of web based learning contents on different media. International journal: emerging technologies in learning. 2009, vol. 4, spec. is. 3, str. 31-35. ISSN 1863-0383
- RUGELJ, Jože, CIGLARIČ, Mojca, KREVL, Andrej, PANČUR, Matjaž, BRODNIK, Andrej. Constructivist learning environment in a cloud. V: UDEN, Lorna (ur.). Workshop on learning technology for education in cloud (LTCE'12). New York: Springer, 2012. Str. 193-204. Advances in intelligent systems and computing, Vol. 173. ISBN 978-3-642-30858-1, ISBN 978-3-642-30859-8.
- OCEPEK, Uroš, BOSNIĆ, Zoran, NANČOVSKA ŠERBEC, Irena, RUGELJ, Jože. Exploring the relation between learning style models and preferred multimedia types. Computers & Education : an international journal. Nov. 2013, vol. 69, str. 343-355. ISSN 0360-1315.
- HOOSHYAR, Danial, AHMAD, Rodina Binti, RAJ, Ram Gopal, NASIR, Mohd Hairul Nizam Md, YOUSEFI, Moslem Yousefi, HORNG, Shi-Jinn, RUGELJ, Jože. A flowchart-based multi-agent system for assisting novice programmers with problem solving activities. Malaysian journal of computer science. 2015, vol. 28, no. 2, str. 132-151, ilustr., tabele, graf. prikazi. ISSN 0127-9084.
- OCEPEK, Uroš, RUGELJ, Jože, BOSNIĆ, Zoran. Improving matrix factorization recommendations for examples in cold start. Expert systems with applications. Nov. 2015, vol. 42, no. 19, str. 6784-6794, ilustr. ISSN 0957-4174.
- OCEPEK, Uroš, RUGELJ, Jože, NANČOVSKA ŠERBEC, Irena, BOSNIĆ, Zoran. Combining learning style models and alleviating the new user problem in learning recommender systems. V: PRESTON, Noah (ur.). Learning styles and strategies : assessment, performance and effectiveness. New York: Nova Publishers, cop. 2016. Str. 59-86. Education in a competitive and globalizing world. ISBN 978-1-63485-669-0,
- RUGELJ, Jože. Serious computer games design for active learning in teacher education. V: CARVALHO, Carlos Vaz de (ur.), ESCUDEIRO, Paula (ur.), COELHO, António (ur.). Serious games, interaction, and simulation. Dordrecht: Springer, cop. 2016. Str. 94-102. Lecture notes of the institute for computer sciences, social informatics and telecommunications engineering, vol. 161. ISBN 978-3-319-29059-1. ISSN 1867-8211.
- DROŽĐEK, Sara, RUGELJ, Jože. Creating multimedia learning materials for improved teacher training. V: VÄLJATAGA, Terje (ur.), LAANPERE, Mart (ur.). Digital turn in schools - research, policy, practice. Singapore: Springer Nature Singapore, cop. 2019. Str. 139-155. Lecture notes in educational technology. ISBN 978-981-13-7361-9. ISSN 2196-4971.
- CARVALHO, Carlos Vaz de, CERAR, Špela, RUGELJ, Jože, TSALAPATAS, Hariklia, HEIDMANN, Olivier. Addressing the gender gap in computer programming through the design and development of serious games. IEEE-RITA. 2020, vol. 15, no. 3, str. 242-251. ISSN 1932-8540.

## V medijih
- Didaktične igre v izobraževanju - Predavanje na posvetu Sodobni pedagoški izzivi v teoriji in praksi, januar 2014
- O računalniških didaktičnih igrah - Intervju za založbo Mladinska knjiga, 2015
- Uporaba oblaka na Pedagoški fakulteti UL - ARNES Mreža znanja 2015, november 2015
- Intervju o uporabi učenja z izdelovanje didaktičnih iger - Prvi dnevnik RTV SLO 1, 29. januar 2016
- Izobraževanje učiteljev - Poučevanje računalništva in informatike (RIN) v Sloveniji, posvet SAZU, december 2017
- Okrogla miza: Izzivi digitalnega opismenjevanja - ARNES Mreža znanja 2018, november 2018